# Sogno d'amore (film 1922)
Sogno d'amore è un film del 1922 diretto da Gennaro Righelli con interpreti principali Italia Almirante Manzini e Andrea Habay.

## Trama
Mary Chardin è una cantante di café-chantant, ma è anche una donna di facili costumi. Il giovane Andrea, curioso di scoprire tutti gli aspetti della vita coniugale, la invita, dietro pagamento, a passare un periodo nella sua residenza di montagna. All'inizio è solo un innocente gioco amoroso ma ben presto si trasforma in una passione violenta e impetuosa. Mary si accorge quindi di essersi innamorata del bell'Andrea che è anche disposto a sposarla, riscattandola dal suo passato infelice e tormentato. Ma è proprio per l'amore che prova per il giovane che rinuncia alla proposta, nella speranza che l'infatuazione di Andrea svanisca col tempo. È la fine di un sogno d'amore.

## Produzione
Prodotto dalla Fert, la casa cinematografica torinese che dalla fine del 1921 è entrata a far parte della Società Anonima Stefano Pittaluga.. La sceneggiatura è di Luciano Doria e Nunzio Malasomma tratta dall'opera omonima del russo Alexander Kosorotov (Mecta Ljubvi, 1911). La pellicola ottenne il visto censura n. 17411 il 31 ottobre 1922.

## Critica
Dalla cronaca dell'epoca, Giuseppe Kump in La Vita Cinematografica del 30 settembre 1923, registra che il film, alla sua prima visione nel teatro Fenice in quel di Trieste, «ebbe» un grandissimo successo «poiché il teatro, già alle prime rappresentazioni era gremito di pubblico, con gran gioia degli impresari».
La critica sulle riviste cinematografiche dell'epoca giudica, quasi sempre, il livello tecnico delle produzioni Fert di qualità superiore. Ne è un esempio Piergiovanni Merciai che, ne La Rivista Cinematografica del 10 gennaio 1924, definisce «ottima, come in tutta la produzione della “Fert”, la fotografia» di Ubaldo Arata. Con Massimo Terzano e Anchise Brizzi, altri due operatori che hanno collaborato con la casa torinese, l'Arata sarà un interprete anche nelle epoche successive del cinema italiano curando la fotografia del primo film sonoro italiano (La canzone dell'amore) e di quello che ha fatto conoscere nel mondo il neorealismo, Roma città aperta. Per quanto riguarda invece sceneggiatura, il Merciai riconosce una sua sorta di pregiudizio verso le trame che trattano l'argomento del «diritto di una donna, facente parte dell'enorme stuolo delle cosiddette donnine allegre, ad amare, è stato oramai sfruttato in tutti i modi e servito condito in tutte le maniere più svariate» confessando i dubbi avuti prima della visione del film: «Ora, la “Fert”, presentandoci questo Sogno d'amore che narra appunto di una mondana innamorata, si è messa nell'azzardo di tediare il pubblico e di produrre una pessima film». Ma deve ricredersi, riconoscendone il merito all'attrice protagonista: «l'arte impeccabile di Italia Almirante, gentile e brava protagonista di questa film, ha salvato le sorti di questa pellicola. Infatti il grandioso, entusiastico successo che questa film ha ottenuto, si deve principalmente alla mirabile interpretazione di ogni singolo artista, in special modo della protagonista Italia Almirante.»

## Remake
Nel 1943 Ferdinando Maria Poggioli tentò di farne un remake sonoro, ma la pellicola rimase incompiuta per via degli avvenimenti bellici.